# Amanoa anomala
Amanoa anomala là một loàithực vật thuộc họ Euphorbiaceae. Đây là loài đặc hữu của Ecuador. Môi trường sống tự nhiên của chúng là rừng ẩm vùng đất thấp nhiệt đới hoặc cận nhiệt đới.